# Sankt Michaelis Sogn
Sankt Michaelis Sogn er et sogn i Fredericia Provsti (Haderslev Stift).
I 1800-tallet var Erritsø Sogn anneks til Sankt Michaelis Sogn i Fredericia købstad. Den blev grundlagt i 1650 og hørte geografisk til Elbo Herred i Vejle Amt, som Erritsø Sogn administrativt hørte til. Ved kommunalreformen i 1970 var Fredericia købstad kernen i Fredericia Kommune, som Erritsø Sogn også blev indlemmet i.
Christians Sogn (Fredericia), der blev oprettet i 1949 efter at Christianskirken (Fredericia) var opført i 1931, blev udskilt fra Sankt Michaelis Sogn og Trinitatis Sogn (Fredericia), der også lå i Fredericia købstad.
Hannerup Sogn blev udskilt fra Sankt Michaelis Sogn da Hannerup Kirke blev indviet i 1974.
I Sankt Michaelis Sogn ligger Sankt Michaelis Kirke, der blev opført i 1668.
I sognet findes følgende autoriserede stednavne:
- Madsby Enge (bebyggelse)